# Dolichos

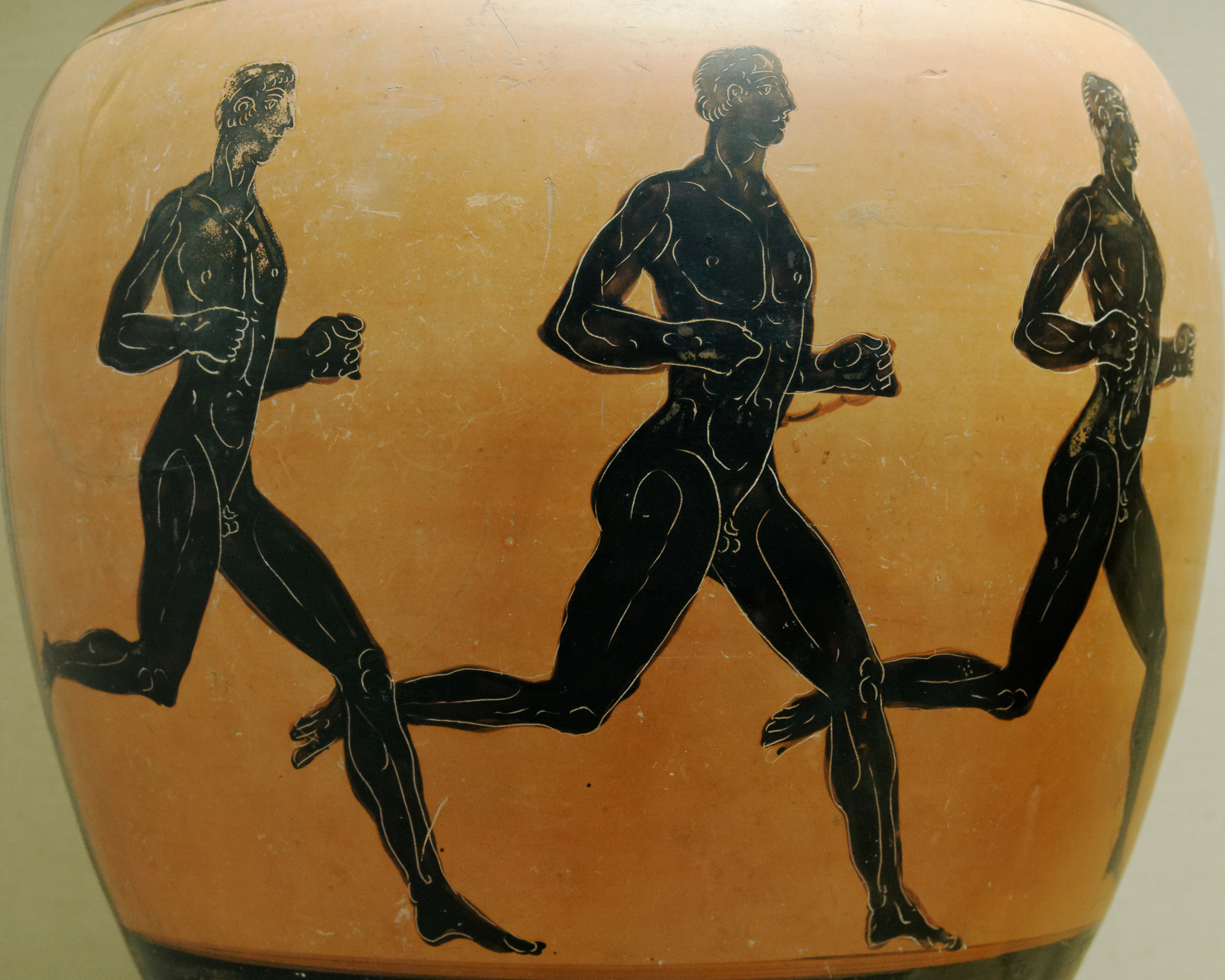
Trzej biegacze, strona B amfory panatenajskiej, styl czarnofigurowy, ok. 333–332 p.n.e., British Museum

Dolichos (gr. δολιχός) – bieg długodystansowy, dyscyplina sportowa uprawiana w starożytnej Grecji. Po raz pierwszy pojawiła się na igrzyskach XV olimpiady w 720 p.n.e. Pierwszym zwycięzcą był Akantos ze Sparty.

## Opis
Jeden z czterech biegów rozgrywanych w starożytnej Grecji – obok diaulos, biegu w zbroi – hopliodromos i sprintu – stadion.
Dystans dolichosu wynosił od 7 do 24 stadionów, znane długości to 7, 12, 20 i 24 stadionów. Długość biegu była zależna również od lokalizacji stadionu na którym się odbywał – stadion był równy 600 stopom, ale długość stopy była różna w różnych regionach Grecji. Najdłuższy bieg rozgrywano w Olimpii, w którym biegli wyłącznie mężczyźni. Dolichos rozgrywany był również podczas igrzysk pytyjskich, gdzie w biegu uczestniczyć mogli również chłopcy (gr. παῖς), a także nemejskich. Zawodnicy dolichos powinni charakteryzować się sylwetką o silnych ramionach i szyi, by trzymać podczas biegu ręce zgięte w łokciach przy ciele, i mieć „lekkie nogi”, by dobrze finiszować w sprincie.

## Historia
Po raz pierwszy dolichos rozegrano na igrzyskach olimpijskich podczas XV olimpiady w 720 p.n.e. Pierwszym zwycięzcą był Akantos ze Sparty. Znamiennymi zwycięzcami byli również Bityńczyk nazywany Grausem, który miał wygrać dolichos trzykrotnie z rzędu podczas igrzysk olimpijskich w latach 213–221 p.n.e. oraz Polites z Karii, który w 69 roku podczas jednego dnia odniósł zwycięstwo olimpijskie w trzech biegach: diaulos, dolichos i stadion.

### Lista zwycięzców
Poniższa lista została stworzona na podstawie informacji w banku danych igrzysk olimpijskich Fundacji Świata Helleńskiego (gr. Ίδρυµα Μείζονος Ελληνισµού (ΙΜΕ), ang. Foundation of the Hellenic World (FHW)):
| Igrzyska | Rok        | Zwycięzca               | Miejsce pochodzenia |
| -------- | ---------- | ----------------------- | ------------------- |
| 15.      | 720 p.n.e. | Akantos                 | Sparta              |
| 24.      | 684 p.n.e. | Fanas                   | Mesini              |
| 74.      | 484 p.n.e. | Dromeus                 | Stymfalia           |
| 75.      | 480 p.n.e. | Dromeus                 | Stymfalia           |
| 76.      | 476 p.n.e. | nieznany                | Sparta              |
| 77.      | 472 p.n.e. | Ergoteles               | Himera              |
| 78.      | 468 p.n.e. | [...]medes              | Sparta              |
| 79.      | 464 p.n.e. | Ergoteles               | Himera              |
| 80.      | 460 p.n.e. | Ladas                   | Argos               |
| 83.      | 448 p.n.e. | Aigedas                 | Kreta               |
| 90.      | 420 p.n.e. | Aristeus                | Argos               |
| 94.      | 404 p.n.e. | Lastenes                | Teby                |
| 96.      | 396 p.n.e. | [...]onios              | Kreta               |
| 99.      | 384 p.n.e. | Sotades                 | Kreta               |
| 100.     | 380 p.n.e. | Sotades                 | Efez                |
| 106.     | 356 p.n.e. | Pyrilampes              | Efez                |
| 113.     | 328 p.n.e. | Ageos                   | Argos               |
| 121.     | 296 p.n.e. | Pasichoros              | Beocja              |
| 145.     | 200 p.n.e. | Damatrios               | Tegea               |
| 170.     | 100 p.n.e. | Nikokles                | Akriaj              |
| 177.     | 72 p.n.e.  | Gaius                   | Rzym                |
| 177.     | 72 p.n.e.  | Hypsikles               | Sykion              |
| 212.     | 69 n.e.    | Polites                 | Karia               |
| 216.     | 85 n.e.    | Titus Flavius Metrobius | Iasos               |
| 223.     | 113 n.e.   | nieznany                | Rodos               |
| 224.     | 117 n.e.   | nieznany                | Rodos               |
| 248.     | 213 n.e.   | nieznany                | Bitynia             |
| 249.     | 217 n.e.   | nieznany                | Bitynia             |
| 250.     | 221 n.e.   | nieznany                | Bitynia             |